# Enrico Cuccia
Pour les articles homonymes, voir Cuccia.
 (septembre 2020).
Si vous disposez d'ouvrages ou d'articles de référence ou si vous connaissez des sites web de qualité traitant du thème abordé ici, merci de compléter l'article en donnant les références utiles à sa vérifiabilité et en les liant à la section « Notes et références ».
Enrico Cuccia (né le 24 novembre 1907 à Rome et mort le 23 juin 2000  à Milan) est un directeur de la banque d'affaires italienne Mediobanca qui a organisé quasiment toutes les opérations de la haute finance du pays depuis les années 1930 jusqu'à sa mort en 2000.

## Biographie
D'une famille d'origine sicilienne, Enrico Cuccia, après de brillantes études de droit qui lui permirent d'obtenir un doctorat, est recruté par la holding d'État IRI dans sa filiale de Londres.
En octobre 1932, il est employé au service Opérations financières et change avec l'étranger à la Banque d'Italie. En 1936, il est envoyé par le Secrétariat pour les échanges et la monnaie en Afrique orientale italienne - l'AOI, avec pour mission de créer les délégations du Secrétariat et celle informelle mais primordiale de mettre fin à un trafic d'argent. Il travaillera pour l'AOI avec un de ses collègues Giuseppe Ferlesch sous la direction d'Alberto D'Agostino, chef de la Direction générale des monnaies.
Son travail est très bien perçu au ministère ce qui lui permet de revenir en Italie le 1er juillet 1937 pour quelques jours. Enrico Cuccia est reçu avec son patron, Felice Guarneri, par le « Duce » Mussolini. Le lendemain, un article est publié dans le Corriere della Sera : « Le Duce a fait l'éloge du docteur Cuccia pour le travail qu'il a accompli dans des circonstances particulièrement difficiles… ».
C'était un signal très clair pour ceux qui préméditaient un attentat et en particulier pour le général Graziani. Malgré la situation inconfortable dans laquelle il vécut durant sa permanence à l'AOI, les nombreuses difficultés et les obstacles rencontrés, Cuccia continua sa mission avec sérieux et sévérité. Il rédigera des rapports techniques toujours très précis et exhaustifs qu'il faisait régulièrement parvenir à D'Agostino dont il recevait les consignes et se voyait régulièrement félicité. Il travaillera ensuite à la Comit dirigée par Raffaele Mattioli.
Jusqu'en 1944, Cuccia suit les vicissitudes de Mediobanca, lorsque Mattioli propose un « organisme spécialisé pour les financements de moyenne durée », en quelque sorte un système pour contourner la Loi bancaire de 1936.
Pendant cette période, il se rend fréquemment en Suisse pour aider la Résistance italienne, pour qui il assure les communications en prétextant des voyages pour les affaires de la banque.
En avril 1946, Cuccia est nommé Directeur de la nouvelle société créée par Credito Italiano, Comit et Banca di Roma. Le 3 novembre 1944, il fait partie de la délégation italienne, composée notamment de Egidio Ortona et Raffaele Mattioli, qui se rend à Washington pour demander au gouvernement des aides financières pour la reconstruction de l'Italie, ravagée par la guerre à laquelle ils ont eux-mêmes grandement participé.
Mediobanca devient en très peu de temps le centre du monde des affaires et de la politique italienne. L'exemple le plus frappant est probablement la prise de participation dans Montedison, dirigée par Giorgio Valerio, reprenant la part de la holding publique pétrolière ENI d'Eugenio Cefis. Dans les années 1980, Cuccia quitte son poste d'administrateur pour des raisons de limite d'âge, il avait 80 ans, mais restera toutefois un des personnages italiens les plus influents et invisible aux journalistes. Un de ses objectifs est le contrôle de l'économie italienne par des capitaux nationaux.
Il se maria avec Idea Nuova Socialista Beneduce, fille d'Alberto Beneduce (en) (homme politique et économiste italien, un des fondateurs de l'IRI), dont il aura trois enfants : Beniamino, Auretta Noemi et Silvia Lucia.
Franc-maçon, il a été membre de la loge Giustizia e Libertà, loge "couverte" de la Grande Loge d'Italie.
Il meurt le 23 juin 2000 à Milan avec, en cours, toujours de nouvelles affaires financières à traiter pour les industriels italiens.
Actuellement, ses enfants sont tous employés dans les milieux économiques. Ce fut un antifasciste déclaré et a toujours été passionné par l'art.

## Devise
« Le azioni si pesano, non si contano » : « les actions se pèsent, elles ne se comptent pas ».

## Décorations
Grand Officier Ordre du Mérite de la République italienne. 2 juin 1957
 Chevalier-Grand Croix-Ordre du Mérite de la République italienne. 15 septembre 1966

## Postérité
Une petite place publique à son nom est inaugurée le 18 septembre 2000 à Milan : la « piazzetta Enrico Cuccia ».